# Folke Bernadotte
Folke Bernadotte, Bá tước của Wisborg (tiếng Thụy Điển: Greve af Wisborg; 2 tháng 1 năm 1895 - 17 tháng 9 năm 1948) là một nhà ngoại giao và quý tộc Thụy Điển. Trong Thế chiến II, ông đã thương lượng để phóng thích khoảng 31.000 tù nhân từ trại tập trung Đức trong đó có 450 người Đan Mạch gốc Do Thái khỏi trại Theresienstadt. Họ đã được thả vào ngày 14 tháng 4 năm 1945. Năm 1945, ông đã nhận được một lời đề nghị đầu hàng Đức từ Heinrich Himmler, mặc dù đề nghị này được cuối cùng bị từ chối.
Sau chiến tranh, Bernadotte đã được nhất trí chọn làm trung gian hòa giải của Hội đồng Bảo an Liên Hợp Quốc trong cuộc xung đột Ả Rập-Israel 1947-1948. Ông bị ám sát ở Jerusalem vào năm 1948 bởi các nhóm dân quân phục quốc Do Thái Lehi trong khi theo đuổi nhiệm vụ chính thức của mình. Quyết định ám sát ông đã được đưa ra bởi Natan Yellin-Mor, Yisrael Eldad và Yitzhak Shamir, người sau này trở thành Thủ tướng của Israel.

## Sách tham khảo
- Kushner, Harvey W. (2002). Encyclopedia of Terrorism. Sage Publications. ISBN 978-0-7619-2408-1.
- Schwartz, Ted (1992). Walking with the Damned: The Shocking Murder of the Man Who Freed 30,000 Prisoners From the Nazis. Paragon House, New York. ISBN 978-1-55778-315-8.
- Marton, Kati (1994). A death in Jerusalem. Pantheon. ISBN 978-0-679-42083-5.